# ジョン・ハンケ
ジョン・ハンケ（John Hanke、1966年 - ）はアメリカ合衆国の起業家・エンジニア。ARゲームIngressやPokémon GOなどの実験的なモバイル・ソーシャル・アプリケーションを探求する会社Niantic, Inc.を運営する。 ベンチャー企業Keyhole,Incを創業し、最高経営責任者であった。Googleが2004年にKeyhole,Incを買収したことにより、その主力製品はGoogle Earthと名前を代えた。Keyhole,Incが買収された後、数年間、Google Earthや Googleマップ、ストリートビューなど含むのGoogle Geoチームを統括する副社長を歴任。2011年にGoogleの社内スタートアップとして、Niantic Labs（ナイアンティック・ラボ）を設立し、2015年8月にはGoogleから独立し、Niantic, Inc.として活動する。

## 経歴
テキサス州オースティンで未婚の母の元に生まれ、幼少時に同州クロス・プレインズの農家へ養子として引き取られ、そこで家業を手伝いながら育った。
ハンケが子どものころには、Atari 2600が発売されたものの、高額なカートリッジを自分で買うことができず、両親からも購入資金を得られなかったため、自分でゲームを作ろうと考えたと2014年に行われた週刊アスキーとのインタビューの中で話している。アーサー・C・クラークやウィリアム・ギブスンなどのSF小説を愛読し、中学生になってからはTRS-80やAtari400のプログラミングを始めた。1985年にクロス・プレインズ高校に入学してからはシューティングゲームやテキストベースのアドベンチャーゲーム、また学校のバスケットボールチームの分析ソフトなどを開発した。
マーク・ザッカーバーグがハーバード大学時代に開発したSNS「Facebook」と似たマッチングソフトも開発したが、学校内で大問題となったという。
1989年にテキサス大学オースティン校を卒業後は、米国務省に入省。ワシントンDCやミャンマーなどで4年あまり働いたのち、1994年に退職してカリフォルニア大学バークレー校のハース・ビジネススクールに入学。そこでの同級生、セラーズ兄弟が設立した世界初の商業用MMORPGを開発するスタートアップ企業Archetype Interactiveに参画し、Meridian 59を開発した。このゲームは開発チームごと3DO社に買収されたが、ハンケはセラーズ兄弟とともに1998年に3DO社を退職して別のゲーム会社The Big Networkを設立し、2000年には同社をeUniverseに売却した。その後、衛星写真をつなげて地図データとリンクさせるベンチャー企業Keyholeを同年に設立し、その共同創業者兼CEOとなった。
2018年8月14日放送のサラメシ真夏の"社長メシ"スペシャル2018で90分間の取材を受けた際にはヨガや瞑想が趣味であると話し、Niantic, Inc.のオフィスにある瞑想室で瞑想する姿も公開された。

## 参照
1. ↑  Hanke, John; Geiger, Patricia (January 22, 2015).
2. 1 2  『Ingress：『Atari 400』がなければ生まれなかったかも!? ジョン・ハンケ氏インタビュー』（インタビュー）、2014年12月13日。2021年12月18日閲覧。
3. ↑  『ジョン・ハンケ　世界をめぐる冒険』（星海社、2017年）